# Oecetis georgia
Oecetis georgia là một loài Trichoptera trong họ Leptoceridae. Chúng phân bố ở miền Tân bắc.